# 霧島市立国分南中学校
霧島市立国分南中学校（きりしましりつ こくぶみなみちゅうがっこう）は、鹿児島県霧島市国分下井にある公立の中学校である。

## 概要
霧島市国分地域および隼人地域の周辺では、「南中」と呼称されることが多い。校則で男子の頭髪は、校則で丸刈り（坊主）が強制されていたが、現在は校則による強制は廃止されている。
また、毎年2月に開催される鹿児島県下一周市郡対抗駅伝競走大会第4日のスタート地点となる。

## 沿革
- 1947年（昭和22年） - 前身となる東国分村立東国分中学校、東国分村立東国分中学校平山分校、敷根村立敷根中学校が設置される[1]。
- 1954年（昭和29年） - 東国分村、敷根村、国分町が合併し、国分町となり、国分町立東国分中学校、国分町立東国分中学校平山分校、国分町立敷根中学校にそれぞれ改称[1]。
- 1955年（昭和30年） - 国分町が市制施行し国分市となったのに伴い、国分市立東国分中学校、国分市立東国分中学校平山分校、国分市立敷根中学校にそれぞれ改称[1]。
- 1956年（昭和31年） - 国分市立東国分中学校平山分校が国分市立平山中学校として独立。
- 1968年（昭和43年） - 国分市立東国分中学校及び国分市立敷根中学校を統合し、国分市立国分南中学校を設置。各中学校は教場として1970年の完全統合まで存続[1]。
- 1971年（昭和46年） - 国分市立平山中学校、国分市立川原中学校を統合。
- 2005年（平成17年） - 国分市等が新設合併し霧島市となったのに伴い、霧島市立国分南中学校に改称。
- 2006年（平成18年） - 国分南中学校の改装完了。改装後は上記の写真。
- 2017年（平成29年） - 霧島市立福山中学校を統合。

## 通学区域
国分南中学校の通学区域は、国分南小学校、福山小学校は全域、国分西小学校と川原小学校、塚脇小学校、平山小学校、天降川小学校はそれぞれの一部となる。なお、国分西小校区・天降川小校区は舞鶴中と国分南中とで校区が分かれる。

## 出身者
- 米田兼一郎（プロサッカー選手、サガン鳥栖）
- 五領淳樹（プロサッカー選手）
- 新鍋理沙（女子バレーボール選手、久光製薬スプリングス）
- 大瀬良大地（プロ野球選手、広島東洋カープ）
- 濵田尚里（柔道家）